# Jicamorachi
Jicamorachi es una localidad del estado mexicano de Chihuahua, localizada en la Sierra Madre Occidental en el municipio de Uruachi.
Jicamorachi se encuentra ubicado en el extremo oeste del estado de Chihuahua en una de las zonas más elevadas e inaccesibles de la Sierra Madre Occidental cercano a los límites con el estado de Sonora, sus coordenadas geográficas son 27°54′50″N 108°18′31″O / 27.91389, -108.30861 y se encuentra a una altitud de 1 642 metros sobre el nivel del mar, su único medio de comunicación es una brecha de terracería que lo comunica con la cabecera municipal, Uruachi, de la que dista unos 20 kilómetros hacia el noroeste y a unos 200 kilómetros al oeste de la capital del estado, Chihuahua.
De acuerdo a los resultados del Censo de Población y Vivienda de 2010 realizado por el Instituto Nacional de Estadística y Geografía, la población total de Jicamorachi es de 374 habitantes, de los cuales 95 son hombres y 171 son mujeres, destacando la reducción de la población masculina debida a la migración.
El 10 de abril de 2011 trascendió sin confirmarse que la población había sido atacada la madrugada de ese día por un grupo armado de sicarios, que habrían privado de su libertad a varios de los habitantes, incendiado casas y obligado a huir a las montañas que rodean el pueblo a gran parte de la población. Este hecho se repitió por segunda ocasión el 22 de mayo de 2013 cuando nuevamente comandos armados tomaron la localidad incendiando casas y obligando a los pobladores a huir.